# Alan Berliner

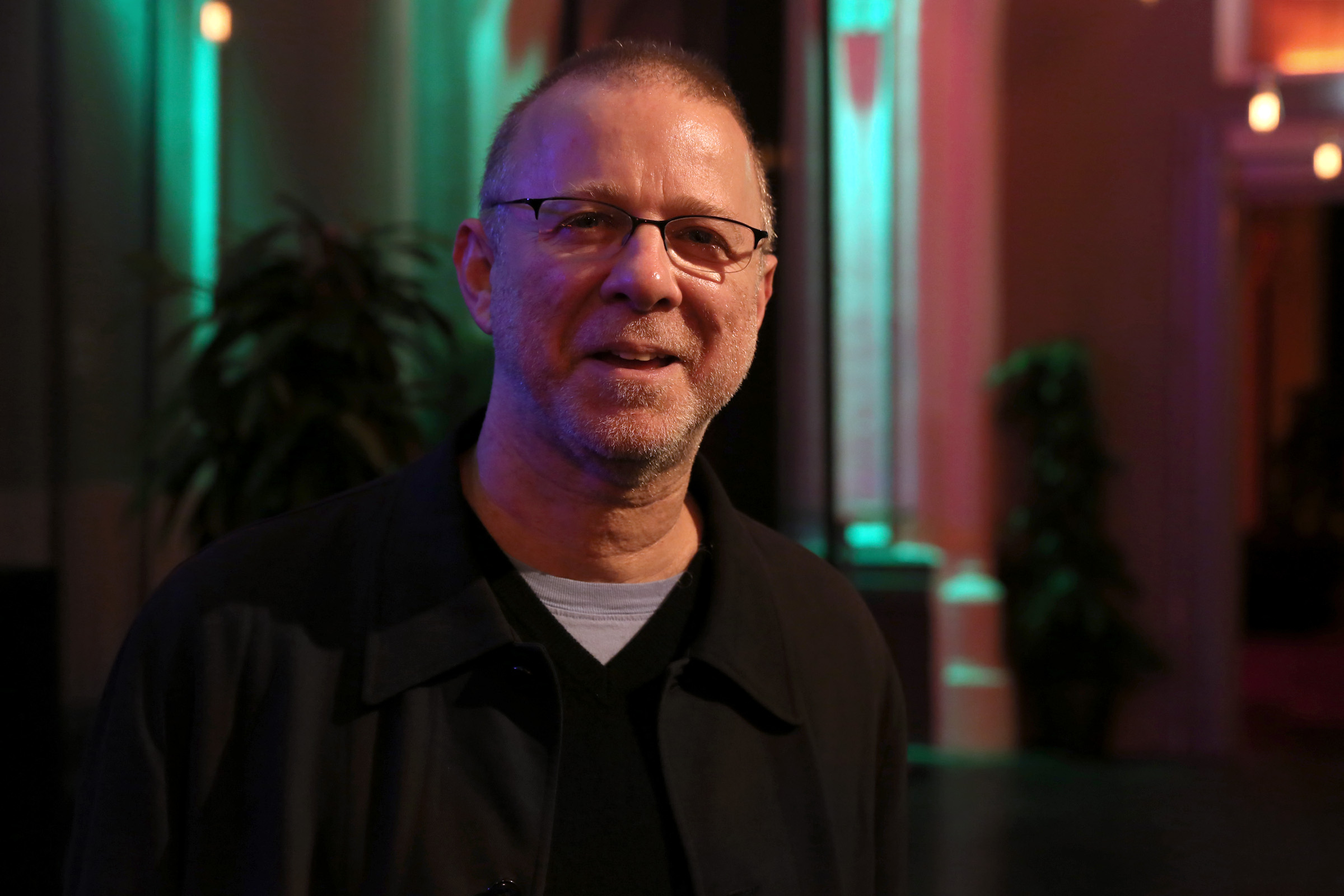
Alan Berliner en 2013.

Alan Berliner (Brooklyn, Nueva York, Estados Unidos, 11 de octubre de 1956) es un director de cine estadounidense. 
La capacidad de Alan Berliner para combinar el cine experimental, el documental, el cine ensayo y la mirada popular ha hecho de él uno de los cineastas independientes más aclamados de la actualidad. The New York Times describió el trabajo de Berliner como "poderoso y agridulce, lleno de contradicciones, innovador en su técnica cinematográfica, impredecible en sus estructuras... Alan Berliner demuestra el poder de las bellas artes para transformar la vida". 